# Tableau des médailles des Jeux paralympiques d'été de 2024
Le tableau des médailles des Jeux paralympiques d'été de 2024 donne le classement, selon le nombre de médailles gagnées par leurs athlètes, des pays participant aux Jeux paralympiques d'été de 2024, qui se tiennent à Paris (France) du 28 août au 8 septembre 2024.

## Médaille
Les médailles seront frappées par la Monnaie de Paris ; les dernières médailles frappées par l’institut remontent aux Jeux olympiques d'hiver de Grenoble en 1968 car les médailles JO d'Albertville en 1992 avaient été produites par l'entreprise Lalique.

## Classement
D'après le règlement du Comité international olympique, aucun classement des pays n'est reconnu à titre officiel et le tableau des médailles n'est donné qu'à titre informatif. Les nations sont classées selon le nombre de médailles d'or, puis d'argent, puis de bronze de leurs athlètes. En cas d'égalité, les pays occupent la même place dans le classement et sont listés dans l'ordre alphabétique de leur code CIO. Dans les sports par équipes, les victoires sont comptabilisées comme une seule médaille.
Le nombre total de médailles en or, argent et bronze peut être différent car plusieurs médailles du même métal peuvent être remises lorsque des athlètes finissent ex-æquo[Passage à actualiser].
- Deux médailles d'argent ont été décernées au 50 m nage libre hommes - S11, aucune médaille de bronze n'a été décernée
- Deux médailles de bronze ont été décernées au saut en hauteur hommes - T64.

En outre, dans les sports de combat — judo (16 catégories) et taekwondo (10 disciplines) — deux médailles de bronze sont remises dans chacune des catégories. En handisport, il n'y a également pas de match pour la médaille de bronze au tennis de table (31 catégories).
La délégation des Athlètes paralympiques neutres ne figure pas dans le décompte officiel du tableau des médailles ; avec 71 médailles (26 médailles d'or, 22 médailles d'argent, 23 médailles de bronze), la délégation serait classée à la cinquième position. Ce sont donc 1 707 médailles qui ont été distribuées au total.
- Pays organisateur (France)

| Rang  | Nation                           | Or  | Argent | Bronze | Total |
| ----- | -------------------------------- | --- | ------ | ------ | ----- |
| 1     | Chine                            | 94  | 76     | 50     | 220   |
| 2     | Grande-Bretagne                  | 49  | 44     | 31     | 124   |
| 3     | États-Unis                       | 36  | 42     | 27     | 105   |
| 4     | Pays-Bas                         | 27  | 17     | 12     | 56    |
| 5     | Brésil                           | 25  | 26     | 38     | 89    |
| 6     | Italie                           | 24  | 15     | 32     | 71    |
| 7     | Ukraine                          | 22  | 28     | 32     | 82    |
| 8     | France                           | 19  | 28     | 28     | 75    |
| 9     | Australie                        | 18  | 17     | 28     | 63    |
| 10    | Japon                            | 14  | 10     | 17     | 41    |
| 11    | Allemagne                        | 10  | 14     | 25     | 49    |
| 12    | Canada                           | 10  | 9      | 10     | 29    |
| 13    | Ouzbékistan                      | 10  | 9      | 7      | 26    |
| 14    | Iran                             | 8   | 10     | 7      | 25    |
| 15    | Suisse                           | 8   | 8      | 5      | 21    |
| 16    | Pologne                          | 8   | 6      | 9      | 23    |
| 17    | Espagne                          | 7   | 11     | 22     | 40    |
| 18    | Inde                             | 7   | 9      | 13     | 29    |
| 19    | Colombie                         | 7   | 7      | 14     | 28    |
| 20    | Belgique                         | 7   | 4      | 3      | 14    |
| 21    | Thaïlande                        | 6   | 11     | 13     | 30    |
| 22    | Corée du Sud                     | 6   | 10     | 14     | 30    |
| 23    | Turquie                          | 6   | 10     | 12     | 28    |
| 24    | Cuba                             | 6   | 3      | 1      | 10    |
| 25    | Algérie                          | 6   | 0      | 5      | 11    |
| 26    | Hongrie                          | 5   | 6      | 4      | 15    |
| 27    | Tunisie                          | 5   | 3      | 3      | 11    |
| 28    | Azerbaïdjan                      | 4   | 2      | 5      | 11    |
| 29    | Israël                           | 4   | 2      | 4      | 10    |
| 30    | Mexique                          | 3   | 6      | 8      | 17    |
| 31    | Maroc                            | 3   | 6      | 6      | 15    |
| 32    | Hong Kong                        | 3   | 4      | 1      | 8     |
| 33    | Grèce                            | 3   | 3      | 7      | 13    |
| 34    | Venezuela                        | 3   | 2      | 1      | 6     |
| 35    | Slovaquie                        | 3   | 2      | 0      | 5     |
| 36    | Lettonie                         | 3   | 1      | 0      | 4     |
| 37    | Argentine                        | 2   | 3      | 8      | 13    |
| 38    | Danemark                         | 2   | 3      | 5      | 10    |
| 39    | Kazakhstan                       | 2   | 3      | 4      | 9     |
| 40    | Nigeria                          | 2   | 3      | 2      | 7     |
| 41    | Égypte                           | 2   | 2      | 3      | 7     |
| 42    | Malaisie                         | 2   | 2      | 1      | 5     |
| 43    | Portugal                         | 2   | 1      | 4      | 7     |
| 44    | Éthiopie                         | 2   | 1      | 0      | 3     |
| 44    | Singapour                        | 2   | 1      | 0      | 3     |
| 46    | Afrique du Sud                   | 2   | 0      | 4      | 6     |
| 47    | Équateur                         | 2   | 0      | 2      | 4     |
| 48    | Jordanie                         | 2   | 0      | 1      | 3     |
| 49    | Costa Rica                       | 2   | 0      | 0      | 2     |
| 50    | Indonésie                        | 1   | 8      | 5      | 14    |
| 51    | Géorgie                          | 1   | 4      | 4      | 9     |
| 51    | Nouvelle-Zélande                 | 1   | 4      | 4      | 9     |
| 53    | Tchéquie                         | 1   | 4      | 3      | 8     |
| 54    | Norvège                          | 1   | 3      | 3      | 7     |
| 55    | Irlande                          | 1   | 3      | 2      | 6     |
| 55    | Serbie                           | 1   | 3      | 2      | 6     |
| 57    | Mongolie                         | 1   | 3      | 0      | 4     |
| 58    | Irak                             | 1   | 1      | 3      | 5     |
| 59    | Croatie                          | 1   | 1      | 2      | 4     |
| 60    | Chili                            | 1   | 0      | 5      | 6     |
| 61    | Koweït                           | 1   | 0      | 1      | 2     |
| 61    | Namibie                          | 1   | 0      | 1      | 2     |
| 61    | Roumanie                         | 1   | 0      | 1      | 2     |
| 61    | Slovénie                         | 1   | 0      | 1      | 2     |
| 65    | Bulgarie                         | 1   | 0      | 0      | 1     |
| 65    | Arabie saoudite                  | 1   | 0      | 0      | 1     |
| 65    | Pérou                            | 1   | 0      | 0      | 1     |
| 68    | Taipei chinois                   | 0   | 3      | 2      | 5     |
| 69    | Autriche                         | 0   | 3      | 1      | 4     |
| 70    | Bosnie-Herzégovine               | 0   | 2      | 0      | 2     |
| 71    | Finlande                         | 0   | 1      | 3      | 4     |
| 72    | Suède                            | 0   | 1      | 2      | 3     |
| 73    | Chypre                           | 0   | 1      | 1      | 2     |
| 73    | Moldavie                         | 0   | 1      | 1      | 2     |
| 75    | Kenya                            | 0   | 1      | 0      | 1     |
| 75    | Sri Lanka                        | 0   | 1      | 0      | 1     |
| 75    | Trinité-et-Tobago                | 0   | 1      | 0      | 1     |
| 78    | Équipe paralympique des réfugiés | 0   | 0      | 2      | 2     |
| 79    | Lituanie                         | 0   | 0      | 1      | 1     |
| 79    | Luxembourg                       | 0   | 0      | 1      | 1     |
| 79    | Maurice                          | 0   | 0      | 1      | 1     |
| 79    | Monténégro                       | 0   | 0      | 1      | 1     |
| 79    | Népal                            | 0   | 0      | 1      | 1     |
| 79    | Pakistan                         | 0   | 0      | 1      | 1     |
| 79    | Viêt Nam                         | 0   | 0      | 1      | 1     |
| Total | Total                            | 523 | 529    | 584    | 1636  |